# Lindsay Shepherd Olive
Lindsay Shepherd Olive (* 30. April 1917 in Florence, South Carolina; † 19. Oktober 1988 in Highlands, North Carolina) war ein US-amerikanischer Mykologe. Seine Spezialgebiete waren Gallertpilze und Schleimpilze, zu deren Erforschung er in der zweiten Hälfte des 20. Jahrhunderts herausragend beitrug. Sein botanisches Autorenkürzel lautet „L.S.Olive“.

## Leben
Olive wuchs als ältestes von drei Kindern in einer Farmersfamilie in der Nähe von Raleigh auf. 1934 begann er das Studium der Chemie an der University of North Carolina, wandte sich aber bald der Botanik zu und spezialisierte sich bereits früh auf Pilzkunde. 1938 erwarb er seinen B.A., 1940 seinen M.A. und 1942 seinen Ph.D., seine Arbeiten kreisten zu dieser Zeit bis ca. 1953 vor allem um die Rostpilze. Während des Studiums lernte Olive Anna Jean Grant kennen, das Paar heiratete 1942.
Nach seinem Studium arbeitete er als Botaniklehrer und beschäftigte sich zusätzlich mit Fragen zur Taxonomie der Tremellales, die ihn ein gutes Jahrzehnt beschäftigen sollten. Während einer Kriegstätigkeit für das Landwirtschaftsministerium der Vereinigten Staaten beschäftigte er sich auch vorübergehend, wenngleich leidenschaftslos, mit Pflanzenkrankheiten.
Nach einer dreijährigen Tätigkeit an der Louisiana State University in Baton Rouge wechselte er 1949 zur New Yorker Columbia University. 1955 geriet er ins Licht der Öffentlichkeit, als er ein Guggenheim-Stipendium zur Förderung eines Forschungsprojektes zum Thema „Die Gallertpilze der Gesellschaftsinseln“ beantragte und von Senator William Proxmire für einen Golden Fleece Award vorgeschlagen wurde, der die Verschwendung öffentlicher Mittel brandmarken sollte. Trotz dieses Zwischenfalls konnte Olive in dieser Zeit wichtige Impulse für seine Arbeit an der Taxonomie und Phylogenie der Ständerpilze erhalten.
Zugleich begann er eine langjährige Zusammenarbeit mit Bernard Ogelvie Dodge zur Genetik der Schlauchpilze. Ende der 1950er Jahre traf er Carmen Stoianovitch, mit der er über zwei Jahrzehnte zur Taxonomie und Biologie der Schleimpilze arbeiten sollte.
In den 1960ern war Olive Präsident der Mycologal Society of America. 1968 wechselte er von der Columbia University zurück an die University of North Carolina. Sein Hauptwerk „The Mycetozoans“ von 1975 krönte seine Arbeit zu den Schleimpilzen und ist bis heute ein viel zitiertes Standardwerk. 1982 emeritierte Olive, 1983 wurde er in die National Academy of Sciences gewählt.
1984 wurde bei Olive die Alzheimer-Krankheit diagnostiziert, an der er 1988 nach vierjähriger Pflegebedürftigkeit verstarb. Sein 4000 Stücke umfassender schriftlicher Nachlass wird in der Louis Round Wilson Bibliothek der University of North Carolina in Chapel Hill verwahrt.